# 嘿人李逵
嘿人李逵（英語：Forster，1990年10月20日—）是一名說唱歌手，來自非洲的加纳共和国。曾代表成都參加中國新說唱2019、2020。在中國生活十餘年。普通話流利，但擅長英文說唱。

## 家庭
嘿人李逵的妻子是成都人。